# Франк Леле
Франк Леле (на немски: Frank Lelle, роден на 4 февруари 1965 в Хермерсберг) е бивш германски футболист и настоящ треньор по футбол.

## Кариера
Универсалният дефанзивен играч Франк Леле играе във ФК Пирмазенс и Родалбен, преди да се присъедини в първодивизионния Кайзерслаутерн през 1986 г., където печели Купата на Германия (1990 г.) и първенството на страната (1991 г.). След седем години и 85 срещи за „червените дяволи“, футболистът преминава в Хомбург през 1993 г. и завършва футболната си кариера отново в Пирмазенс.

## Успехи
- Шампион на Германия: 1990/91
- Носител на Купата на Германия: 1989/90
- Носител на Суперкупата на Германия: 1991

## Статистика
- Мачове (голове) в Първа Бундеслига: 85 (8)
- Мачове (голове) във Втора Бундеслига: 28 (-)

## Дейност след края на футболната кариера
След края на състезателната си кариера Франк Леле е помощник-треньор на Щефан Кунц в Карлсруе (2000 до 2002 г.), където успява да постигне класиране от Регионална лига Юг във Втора Бундеслига. Освен това Леле ръководи и ФК Пирмазенс и кара треньорски стаж в Кайзерслаутерн през 2004 г. под ръковдството на тогавашния наставник Курт Яра. От юли 2008 г. работи в младежката академия на Кайзерслаутерн, като е и мениджър на няколко млади играчи. Асистира на Алоис Шварц в дублиращия отбор на „червените дяволи“.